# Patricia Rodón
Patricia Virginia Rodón (Mendoza, 1961) es una poeta, periodista y docente argentina. 

## Trayectoria
Nació en la ciudad de Mendoza en enero de 1961.
Es Licenciada en Letras por la UNCuyo con especialización en Literaturas Modernas. 
En 1986 comenzó a trabajar como redactora en un canal de televisión. Desde entonces y hasta 2015 fue periodista. En 1993 comenzó su labor como redactora de Cultura y Espectáculos en Diario UNO. Entre 1996 y 2002 fue la editora del Suplemento Cultural El Altillo de dicha publicación.
Como poeta ha obtenido numerosos premios provinciales y nacionales. Hasta el momento ha publicado los libros de poesía Tango Rock (Mendoza, Diógenes, 1998) y Estudio Voyeur (Primer Premio Vendimia, Mendoza, Ediciones Culturales, 2002). Participa con poemas o relatos en diversas antologías publicadas en Mendoza, San Juan, San Luis, Buenos Aires, en Argentina; Santiago de Chile, México DF, California (Estados Unidos), Barcelona, Londres y Montreal.
Fue parte del proyecto “Matinée”, (1980-1993) creado por Teny Alós y Oscar Reina. Fundó e integró el grupo parapoético Las Malas Lenguas (1989-1992) junto a Teny Alós, Rubén Valle, Luis Ábrego y Carlos Vallejo, con quienes realizó innumerables recitales y actos poéticos en Mendoza. Ha sido expositora y/o panelista invitada en múltiples actos culturales desde 1989 hasta la fecha. Se desempeña como jurado en numerosos concursos literarios provinciales, tanto de poesía como de prosa.
Ha participado como expositora invitada en congresos nacionales de Literatura y encuentros nacionales de Poesía; entre ellos el X Encuentro Nacional de Poesía de Rosario celebrado en septiembre de 2002 y el Tercer Encuentro Nacional de Poesía, celebrado en San Luis en marzo de 2004.
Su libro de poemas Tango Rock mereció la atención de la crítica y fue traducido al inglés por la Universidad de California e integra el programa de la cátedra de Literatura Argentina en la carrera de Letras de dicha universidad. Su cuento La mujer enancada integra el libro Mitos y leyendas cuyanos, publicado por editorial Alfaguara en 1999.
Poemas de su libro Estudio Voyeur fueron seleccionados para integrar la antología bilingüe de poetas argentinos Twenty poets from Argentina, editado por Red Beck Press, Londres, Inglaterra, 2004. Ha sido contactada por la editorial Des Dauphins de París, para participar con sus poemas en la antología Poésie argentine contemporaine, de 2006.
Su poesía fue objeto de estudio para la tesis de maestría de Diana Starkman, en la Universidad Nacional de Cuyo. Algunos de sus trabajos integran el listado de lecturas en la cátedra “Introducción a la literatura” de la Facultad de Filosofía y Letras, de la UNCuyo y de su homóloga en la Universidad de California, Estados Unidos.
Fue periodista de los diarios Mendoza, Uno y MDZ, todos de Mendoza, y de la revista Primera Fila. Condujo El buen salvaje, programa sobre “la cultura del espectáculo y el espectáculo de la cultura” , en FM 96.5 Radio Universidad de la UNCuyo (2003) y Piedra de toque, envío dedicado a la poesía argentina, en FM 96.5 Radio Universidad de la UNCuyo (2004). También condujo, junto a Walter Gazzo, Entre caníbales, programa sobre cultura y medios, en FM 94.5 Radio UTN de la Universidad Tecnológica Nacional Regional Mendoza.
Actualmente es docente de la Universidad Nacional de Cuyo.

## Libros

### Poesía
- Tango rock. Editorial Diógenes, Mendoza. 1998.
- Estudio Voyeur. Ediciones Culturales de Mendoza, Mendoza. 2002.
- Colores primarios. Peras del Olmo, Mendoza, 2021 (e-book).